# Švapska
Švapska ili Švabija (književni njemački: Schwaben ili Schwabenland, švapski njemački: Schwobeland) je povijesna i jezična pokrajina u Njemačkoj. U srednjem vijeku Švapsko vojvodstvo je obuhvaćalo i mnogo šire područje kao što je Lihtenštajn, Vorarlberg u Austriji, njemačko govorno područje Švicarske, te dio istočne Francuske (Elzas).
Danas se, pak, Švapskom smatraju dijelovi savezne države Baden-Württemberg (točnije teritorij nekadašnje kraljevine Württemberg) te Bavarske. Unutar Bavarske Bavarske postoji pokrajina (upravno područje) zvana Švapska Bavarska, s glavnim gradom Augsburgom.
Stanovnici Švapske nazivaju se Švabe (Schwaben), iako ne govore svi švapskim dijalektom.

## Povijest

### Svevi
Prije 2000 godina, Svebi ili Svevi germansko pleme živjeli su na području u blizini Baltičkog mora, koje je na taj način bilo poznato kod Rimljana kao Mare Suebicum (danas, pojam "švapsko more" se primjenjuje na Bodensko jezero). Oni su se premještali na jugozapad, postajući dio Alemanske konfederacije. Alemanima su vladali neovisni kraljevi tijekom 4. i 5. stoljeća. Također, određeni broj Sveva (20,000-50,000 ) dosegao je Iberijski poluotok pod kraljem Hermericom i uspostavio neovisna kraljevstva godine 410. na području današnjeg sjevernog Portugala, i u sjeverozapadnoj Španjolskoj (Galicija, i zapadni dio Asturije). Njihovo kraljevstvo bilo je poznato kao Galliciense Regnum i održalo se do godine 585. Njegov politički centar bio je Braccara Augusta (današnji Braga u Portugalu).

### Švapsko vojvodstvo
Švapska je postala vojvodstvo pod Franačkim carstvom godine 496. nakon bitke kod Tolbiaca. Švapska je bila jedno od izvornih matičnih vovodstava Istočne Franačke, kasnije Svetog Rimskog Carstva. Dinastija Hohenstaufen (dinastija Fridrika Barbarosse), koja je vladala Svetim Rimskim Carstvom u 12. i 13. stoljeću, potekla je iz Švapske, ali nakon pogubljenja Konradina, zadnjeg Hohenstaufena, 29. listopada 1268. izvorno vojvodstvo postupno se raspalo na više manjih jedinica.

### Sveto Rimsko Carstvo
Glavne dinastije koje su iznikle iz ove regije su Habsburzi (podrijetlom iz današnje Švicarske koja je bila dio Švapskog vojvodstva u srednjem vijeku ) i Hohenzollerni, koji su se uzdigli na istaknuto mjesto u sjevernoj Njemačkoj. Također iz Švapske potječu i lokalne dinastije knezova Württemberg i Markgrofova Badena. Welfi su došla na vlast u Bavarskoj i Hannoveru, te su preci današnje britanske kraljevske obitelji koja je na prijestolju od 1714. Manje feudalne dinastije na kraju su nestale, no na primjer grane Montforts i Hohenems živjele su do modernih vremena, a Furstenberg je još živuća. Regija se pokazala jednom od najpodijeljenijih u carstvu, sadržavajući, osim ovih kneževstava, brojne slobodne gradove, crkvena područja, i feude manjih grofova i vitezova.
Stara Švicarska Konfederacija je de facto postala neovisna od Švapske godine 1499. kao rezultat Švapskog rata. 
Bojeći se moći većih knezova, gradovi i manji svjetovni vladari Švapske udružili se u švapsku ligu u 15. stoljeću. Liga je bila vrlo uspješna, osobito izbacivanjem vojvode od Württemberga godine 1519. i stavljanja na njegovo mjesto habsburškog namjesnika, ali liga se raspala nekoliko godina kasnije zbog vjerskih nesuglasica potaknutih reformacijom te je vojvovoda od Württemberga ubrzo vraćen na vlast. Područje je bilo prisilno podijeljeno zbog reformacije. Dok su svjetovni knezovi kao vovoda od Württemberga i markgrof od Baden-Durlacha, kao i većina slobodnih gradova, postali protestantski, crkvena područja (uključujući i biskupiju u Augsburgu, Konstanzu i drugdje) ostala su katolička, kao i područja u vlasti Habsburgovaca, Hohenzollerna i markgrofovaa Baden-Badena.

### Suvremena povijest
U sklopu teritorijalnog preustroja Carstva 1803. švapski teritorij je posve promijenjen. Sve crkvene državice su sekularizirane, a mnoge sekularne su izgubile politička prava. Samo su Württemberg, Baden i Hohenzollern ostali suverene države. Većina istočne Švapske pripojena je Bavarskoj formirajući ono što je danas upravno područje Švapska. 
Švapska naselja postoje ili su postojala i u Mađarskoj, Rumunjskoj, Hrvatskoj, Srbiji, Rusiji i Kazahstanu, a također u Brazilu, Kanadi i SAD-u.

## U popularnoj kulturi
U prošlosti, Švabe su bili meta mnogih viceva i priča u kojima su opisani kao pretjerano škrti, ozbiljni, licemjerni, ili kao glupi, na primjer u priči "Sedam Švaba" (Die Sieben Schwaben) objavljeni u bajkama braće Grimm. Međutim, to je prestalo u velikoj mjeri, te se za Švabe danas govori da su skromni, pametni, poduzetni i marljivi.
U široko cijenjenoj javnoj kampanji u povodu 50. obljetnice Baden-Württemberga, ekonomski najuspješnije države u modernoj Njemačkoj, Švabe su odgovorili na nekadašnje viceva sa: "Mi možemo sve. Osim (govoriti) standardn njemački " (Wir können alles. Außer Hochdeutsch ), aludirajući na regionalni dijalekt.
U Švicarskoj, "Sauschwab" (Švapska krmača) je pogrdan izraz za sve Nijemce, proizlazi iz doba švapskog rata 1499. U makedonskom, poljskom i bugarskom "Shvab" ili "Szwab" može biti poluuvredljiv naziv za bilo kojeg Nijemca. 
U državama bivše Jugoslavije kao i dijelovima istočne Europe izraz Švabo ponekad se koristi kao naziv ili nadimak za sve Nijemce. Tomu je uzrok što su prvi njemački doseljenici u te krajeve potjecali iz švapskog područja.

## Poznati Švabe
- Gottlieb Daimler
- Erwin Rommel
- Albert Einstein
- Georg Wilhelm Friedrich Hegel
- Johannes Kepler
- Leopold Mozart